# Matt McKnight
Matthew „Matt“ McKnight (* 14. Juni 1984 in Halkirk, Alberta) ist ein ehemaliger kanadischer Eishockeyspieler, der im Verlauf seiner aktiven Karriere zwischen 2004 und 2022 unter anderem 521 Spiele für die Bietigheim Steelers in der DEL2 und Deutschen Eishockey Liga (DEL) auf der Position des Centers bestritten hat. Mit den Steelers feierte McKnight drei Meistertitel in der DEL2.

## Karriere

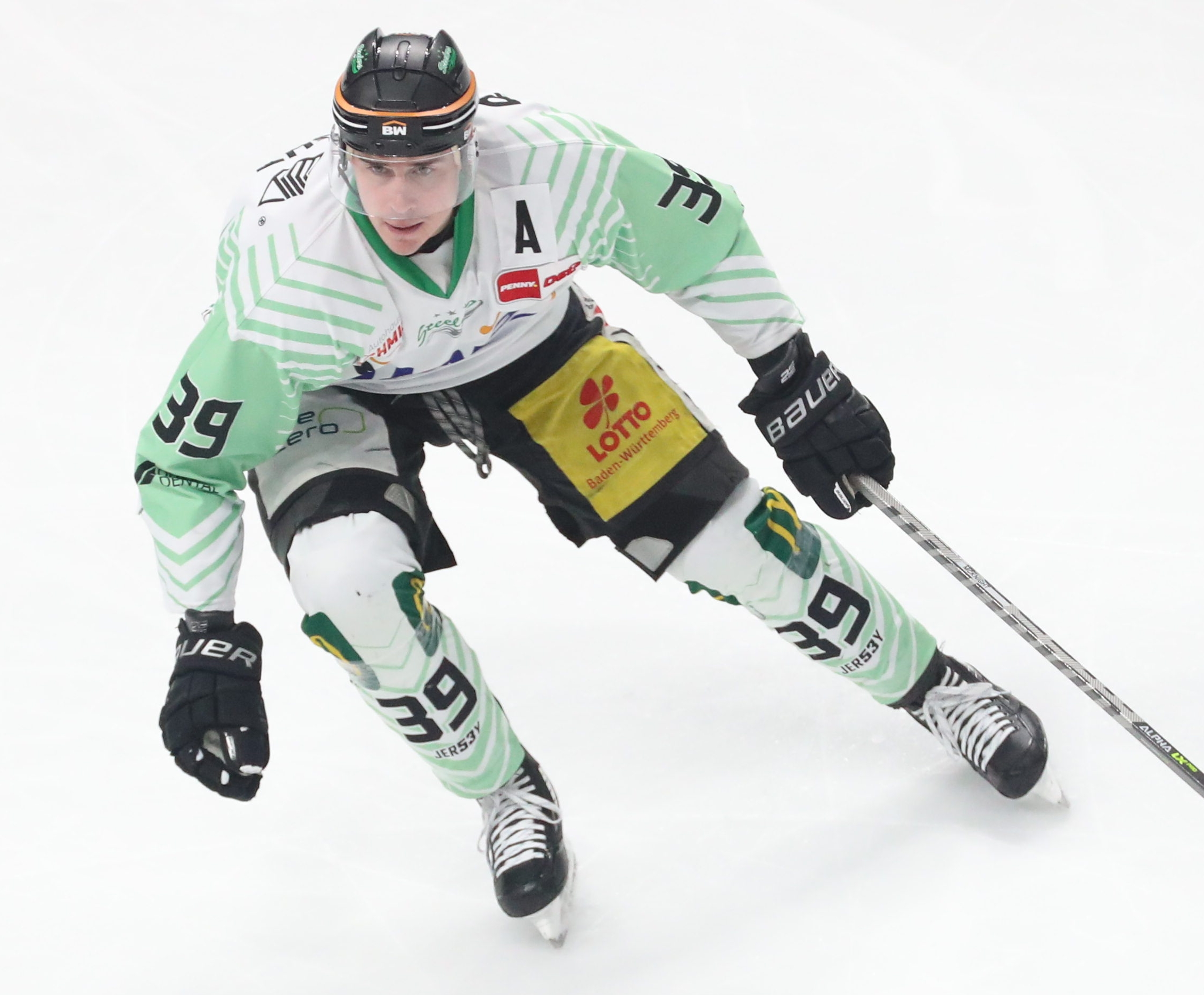
McKnight im Trikot der Bietigheim Steelers (2022)

McKnight spielte von 2002 bis 2004 in der Alberta Junior Hockey League für die Camrose Kodiaks und gewann mit seiner Mannschaft 2003 als Play-off-Sieger den Rogers Wireless Cup. Von den Dallas Stars wurde er im NHL Entry Draft 2004 in der neunten Runde an 280. Stelle gedraftet. In der Folge wechselte er in die Vereinigten Staaten und spielte vier Saisons an der University of Minnesota Duluth in der Western Collegiate Hockey Association (WCHA). Aus dieser rein US-amerikanischen Collegeliga National Collegiate Athletic Association (NCAA) wechselte er 2008 in die ECHL, wo er nach wenigen Spielen für die Las Vegas Wranglers bei den Idaho Steelheads, dem Farmteam der NHL-Mannschaft Dallas Stars, anheuerte. Nach einer Verletzung in der Saison 2010/11 wurde er nur in 16 Partien eingesetzt.
Daraufhin wagte er in der Saison 2011/12 den Sprung nach Deutschland und schloss sich wie sein vorheriger Mannschaftskollege Mark Derlago den Lausitzer Füchsen an. 2013 folgte der Wechsel innerhalb der DEL2 zu den Bietigheim Steelers, mit denen er 2015 erstmals Meister der DEL2 werden konnte. Im Anschluss an die Hauptrunde 2016/17 wurde er als „Stürmer des Jahres“ der DEL2 ausgezeichnet. Er hatte die DEL2-Hauptrunde in jener Saison mit 72 Scorerpunkten (24 Tore) angeführt. Auch 2017/18 konnte er überzeugen und wurde mit 78 Punkten (34 Tore) drittbester Scorer der Hauptrunde und steuerte beim Titelgewinn seiner Mannschaft in den anschließenden Playoffs in 13 Spielen 15 Punkte (2 Tore) bei. Die Hauptrunde 2018/19 verlief ebenfalls äußerst erfolgreich für McKnight, da er mit seiner Mannschaft wieder den zweiten Platz nach der Hauptrunde belegte und genau so viele Punkte wie der Heilbronner Roope Ranta erzielen konnte; die Vorlagen- sowie Bullystatistik (57 Prozent) führte er an. Im Anschluss an die Hauptrunde wurde er erneut zum „Stürmer des Jahres“ und erstmals zum „Spieler des Jahres“ der DEL2 ausgezeichnet.
Am Ende der Saison 2020/21 stieg er mit den Steelers nach der erneuten DEL2-Meisterschaft in die Deutsche Eishockey Liga (DEL) auf und spielt damit im Alter von 37 Jahren erstmals in der höchsten deutschen Eishockeyklasse. Nach der Spielzeit 2021/22 beendete der Kanadier seine Karriere als Aktiver.

## Erfolge und Auszeichnungen
| - 2003 Rogers-Wireless-Cup-Gewinn mit den Camrose Kodiaks - 2015 DEL2-Meister mit den Bietigheim Steelers - 2017 DEL2-Stürmer des Jahres - 2017 Topscorer der DEL2-Hauptrunde - 2018 DEL2-Meister mit den Bietigheim Steelers | - 2019 DEL2-Stürmer des Jahres - 2019 DEL2-Spieler des Jahres - 2019 Bester Vorlagengeber der DEL2-Hauptrunde - 2021 DEL2-Meister und Aufstieg in die DEL mit den Bietigheim Steelers |

## Karrierestatistik
(Legende zur Spielerstatistik: Sp oder GP = absolvierte Spiele; T oder G = erzielte Tore; V oder A = erzielte Assists; Pkt oder Pts = erzielte Scorerpunkte; SM oder PIM = erhaltene Strafminuten; +/− = Plus/Minus-Bilanz; PP = erzielte Überzahltore; SH = erzielte Unterzahltore; GW = erzielte Siegtore; 1 Play-downs/Relegation; Kursiv: Statistik nicht vollständig)